# Tiltott Város
A Tiltott Város (Peking) a Ming-dinasztiától a Csing (Qing)-dinasztia végéig, csaknem ötszáz éven át szolgált a kínai császárok lakóhelyeként, Kína ceremoniális és hatalmi központjaként.
Az 1406 és 1420 között épült komplexum 980 épületből, bennük 8707 szobából áll, és 720 000 négyzetméteren (ebből 150 000 m² beépített) terült el. Az épületegyüttes a hagyományos kínai palotaépítészet remekműve, és sok évszázadon át befolyásolta a kulturális és építészeti irányzatokat Kelet-Ázsiában és máshol is. 1987-ben lett a világörökség része, az UNESCO a világ legnagyobb régi faépület-együtteseként tartja nyilván.
1925 óta a Tiltott Város a Palotamúzeum szervezeti keretébe tartozik. A múzeum hatalmas anyaga a Ming- és a Csing (Qing)-dinasztiák császári gyűjteményein alapul, de a kollekció egy része a kínai polgárháború nyomán a tajpej (taipei)i Nemzeti Palotamúzeumban található.

## Etimológia
A Tiltott Város elnevezés a kínai Csecsin Csong (Zijin Cheng) (紫禁城) magyarul „Bíborszínű Tiltott Város”-ból ered. A „Csecsin Csong (Zijin Cheng)” kifejezés többféle tartalmat is hordoz. Cse (Zi), vagy „bíbor”, az északi Sarkcsillag kínai elnevezése, amit a kínai asztrológiában az „égi császár” lakóhelye. A Tiltott Város ennek a földi megfelelője. A Csin (Jin), azaz „tiltott” kifejezés arra utal, hogy senki nem léphetett be a területére engedély nélkül. A Csong (Cheng) fallal övezett várost jelent.

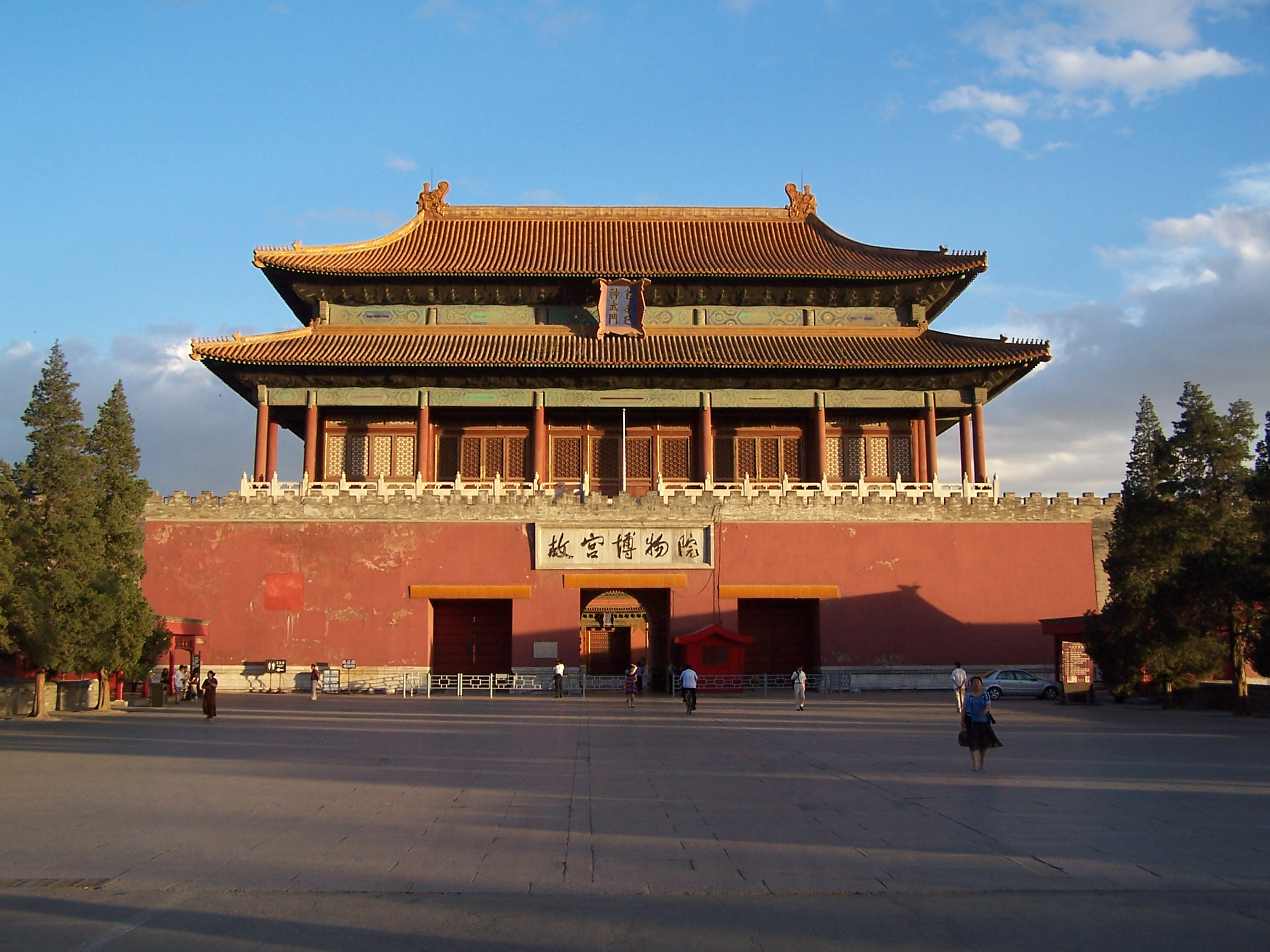
Az Isteni Hatalom kapuja, az északi kapu. Az alsó felirat jelentése "Palotamúzeum" (故宫博物院)

A hely mai hétköznapi elnevezése „Ku Kung (Gùgōng)” (故宫), ami régi vagy volt palotát jelent. A múzeum hivatalos elnevezése „Ku Kung Povujüan (Gùgōng Bówùyùan)”, (故宫博物院).

## Története

### Ming-dinasztia

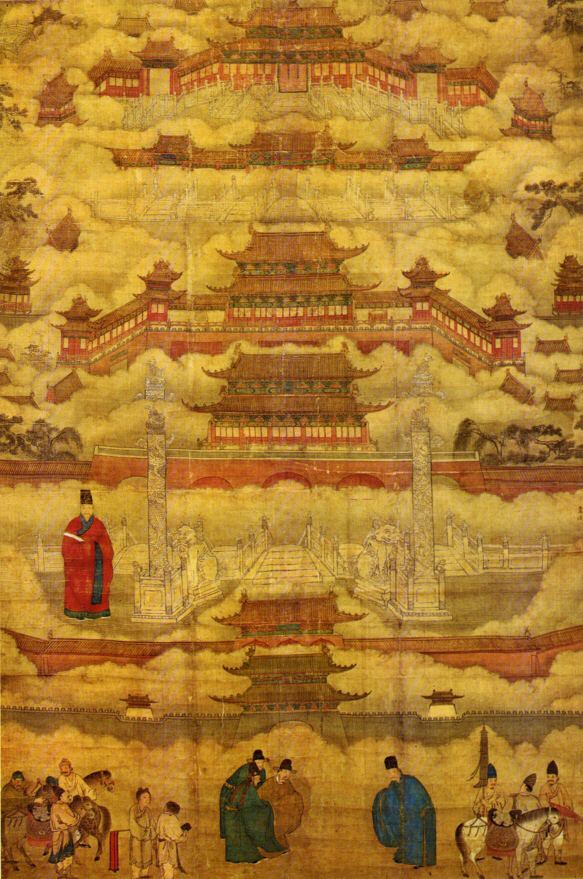
A Tiltott város egy Ming-dinasztia idején készült hagyományos kínai festményen

A Ming-dinasztia harmadik uralkodója, Jung-lö (Yongle) császár helyezte vissza a birodalom székhelyét Nankingból (Nanjingból) Pekingbe (Beijingbe), ahonnan a mongol hódítás miatt kellett elmenekíteni a fővárost 1369-ben.
A hatalmas építkezés 1406-ban kezdődött és a palota 1420-ra készült el. A terveket sok szakember készítette a császár munkaügyi minisztériumának ellenőrzése alatt. A fő tervezők, főépítészek Caj Hszin (Cai Xin) és Nguyen An, egy vietnámi származású eunuch voltak. Az építkezési munka vezetői, főmérnökei Kuaj Hsziang (Kuai Xiang) és Lu Hsziang (Lu Xiang) voltak.
Az építkezés 15 évig tartott. A viszonylag rövid építési időhöz százezres nagyságrendben volt szükség kézművesekre és milliós nagyságrendben építőmunkásokra.
A legfontosabb csarnokok pillérei eredetileg a Phoebe nanmu (楠木) nevű, Délnyugat-Kínában honos örökzöld trópusi keményfa egy-egy példányából készültek. A Csing-dinasztia idején sorra került átépítések során ezt már nem tudták megismételni; az új oszlopokat több fenyőfa törzséből állították össze.
A csarnokok alapjául szolgáló terraszok kőborítása Peking környéki bányákból származik. A legnagyobb kövek szállítását csak télen tudták megoldani, amikor is az út mentén ásott kutakból locsolták a talajt, és az így keletkezett jégfelületen vontatták a helyszínre a köveket.
A fő csarnokok padlózatát úgynevezett aranytéglákkal (金砖, jīnzhuān), burkolták, amiket Szucsou (Suzhou) és Szungcsiang (Songjiang) környékén kitermelt agyagból égettek. Egy-egy tétel kiégetése hónapokig tartó folyamat volt, és ennek eredményeképpen rendkívül sima felületű csempetéglák keletkeztek, amelyek ütésre fémes hangot adtak. A csarnokok belső padlóburkolata nagyrészt ma is eredeti, 600 éves.
A Tiltott Várost körülvevő csatornákból kitermelt földet egy mesterséges domb, a Szén-hegy létrehozására használták az északi oldalon.
Jung-lo (Yongle) császár már az építkezés ideje alatt a helyszínre látogatott. 1420-ban aztán hivatalosan is használatba vette a palotarendszert, és Peking lett a császárság fővárosa. Azonban alig kilenc hónappal később a három fő csarnok a trónteremmel együtt leégett, és újjáépítésük 23 évig tartott.
1420 és 1644 között a Tiltott Város a Ming-dinasztia székhelye volt. 1644 áprilisában felkelők foglalták el Li Ce-cseng (Li Zicheng) vezetésével, aki a „Sun (Shun)-dinasztia” első császárának kiáltatta ki magát. Hamarosan azonban menekülnie kellett a Ming-csapatok és a mandzsuk egyesült erői elől, de előtte felgyújtatta a császári palotát.

### Csing-dinasztia(Qing-dinasztia)
1644 októberére az eredetileg a Mingek által behívott mandzsuk átvették a hatalmat Észak-Kínában, és az ifjú Sun-cse (Shunzhi) császárt egész Kína uralkodójának kiáltották ki, mint a Csing-dinasztia (Qing-dinasztia) első császárát.
A Csing (Qing) uralkodók megváltoztatták a palota néhány épületének nevét, hogy a „harmóniát” hangsúlyozzák a „hatalom” helyett, valamint a kínai mellett mandzsu nyelven is elhelyezték a feliratokat. Saját vallásukból kiindulva sámánista elemeket is bevezettek a palota jelképrendszerébe.
1860-ban, a második ópiumháború során, angol-francia csapatok foglalták el a Tiltott Várost. 1900-ban Ce-hszi kínai császárné (Cixi kínai császárné) menekülésre kényszerült a palotából a boxerlázadás idején, majd a lázadást leverő nyugati csapatok foglalták el azt.

### Köztársasági kor
1912-ben, Pu Ji (Puyi) császár lemondásával a Tiltott Város – miután összesen 24 császárnak (14 a Ming-dinasztiából, 10 a Csing (Qing)-dinasztiából) adott otthont – megszűnt a kínai hatalom központja lenni. A köztársasági Kína 1924-ig biztosította Pu Ji (Puyi) számára a belső udvar használatát, de 1924-ben, egy puccs után Feng Jü-hsziang (Feng Yuxiang) hadúr nyomására onnan is távoznia kellett.
A Palota Múzeum 1925. október 10-én nyílt meg a Tiltott Városban. Első igazgatója Ji Pej-cse (Yi Beizhi) (1880–1937) volt, és az 1925–1931-es időszakban a gyűjteményt békés körülmények között mutathatták be a látogatók tömegeinek.
Japán kínai agressziója azonban egyre szélesebb méreteket öltött, és 1933-ban, a második kínai–japán háború előszelei miatt evakuálni kellett a nemzeti kincseket a múzeumból. 1934. január 31-re 19 557 ládába csomagolták a múzeum gyűjteményét, és azt öt csoportra osztva, különböző útvonalakon Szecsuan (Sìchuān)ba szállították. A gyűjtemény kezelőinek a háborús körülmények között még arra is volt erejük, hogy egy reprezentatív kollekciót Moszkvába és Leningrádba küldjenek kiállítani 1937-ben. Ezek a darabok végül 1942 decemberében érkeztek vissza Szecsuan (Sìchuān)ba, akkor pedig Kína meg nem szállt részeire utaztatták kiállításokra.
A gyűjtemény azonban a második világháború után két részre szakadt. Nagyobb részüket újra a Tiltott Városban helyezték el, de egy másik részét a Kuomintang (Guomindang) erői Tajvan szigetére szállították 1947-ben. Ezt a viszonylag kis méretű, de nagyon értékes kollekciót 1965-ig raktárban tartották, majd a tajpeji Nemzeti Palotamúzeumban tárták újra a nyilvánosság elé.

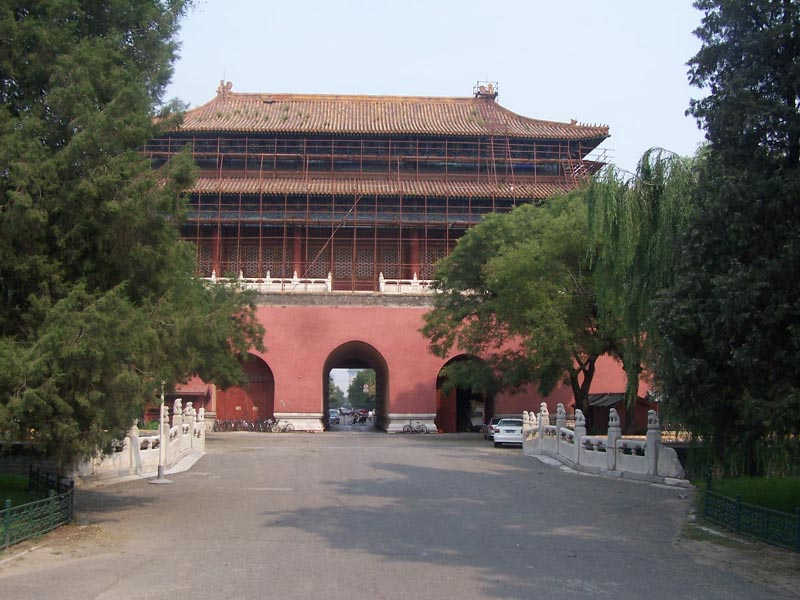
A Dicsőséges Keleti kapu felújítás alatt a 16 éves restaurációs munka keretében

### Kínai Népköztársaság
A Kínai Népköztársaság kikiáltása után (az eseményre 1949. október 1-jén, a Tienanmen téren, a Tiltott Város főbejárata előtt került sor) csak kisebb károk érték a palotát, bár a következő két évtizedben ijesztő javaslatok is elhangzottak hasznosítására (többek között szórakoztató park vagy közlekedési csomópont kialakítását is javasolták a helyén).
A kulturális forradalom idején, 1966-ban a vörösgárdisták itt is megjelentek és provokatív akciókat hajtottak végre, többek között néhány műkincset megsemmisítettek, és „forradalmi” agyagszobrokat állítottak a helyükre. Csou En-laj (Zhou Enlai) miniszterelnök azonban egy zászlóalj katonát küldött oda a műemlék megvédésére, akik 1966-tól egészen 1971-ig hermetikusan zárva tartották a Tiltott Várost.
Az UNESCO 1987-ben felvette a világörökségi listára „a Ming és Csing (Qing) dinasztiák császári palotái” néven. 2004-ben a Senjang (Shenyang) városban lévő palotát is csatolták ehhez a világörökségi helyszínhez, aminek a neve így „a Ming és Csing (Qing) dinasztiák császári palotái Pekingben és Senjangban (Shenyangban)” lett.
A Palota Múzeum a 2000-es években nagyszabású felújítási munkákba kezdett az épületegyüttes területén azzal a céllal, hogy 16 év alatt minden egyes épületet az 1912 előtti állapotban állítsanak helyre.
A kereskedelmi létesítmények megjelenése a Tiltott Város területén a kilencvenes évektől nagy vitákat váltott ki. 2000-ben egy Starbucks kávézó nyílt meg, ami fokozta a kritikákat. Ez az üzlet végül 2007-ben bezárt. A kínai sajtó többször támadta azt a gyakorlatot is, hogy az emléktárgyüzletekből kizárják a kínai vásárlókat, azzal a céllal, hogy a külföldieknek magasabb áron értékesíthessék árujukat.
2005-ben az IBM és a Palota Múzeum bejelentette, hogy közös projektben elkészítik a Tiltott Város háromdimenziós virtuális modelljét. A munka 2008-ra készült el.

## Főbb építmények

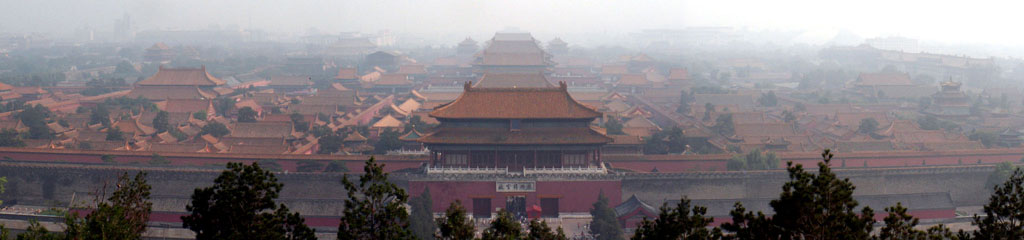
A Tiltott Város északról, a Szén-hegyről nézve

| A. Déli kapu B. Az isteni hatalom kapuja C. Nyugati dicsőséges kapu D. Keleti dicsőséges kapu E. Saroktornyok F. A legfőbb harmónia kapuja G. A legfőbb harmonia csarnoka | H. A katonai dicsőség csarnoka J. Az irodalmi dicsőség csarnoka K. A három déli hely L. Az égi tisztaság palotája M. Császári kert N. A szellemi művelődés csarnoka O. A csendes örökkévalóság palotája |

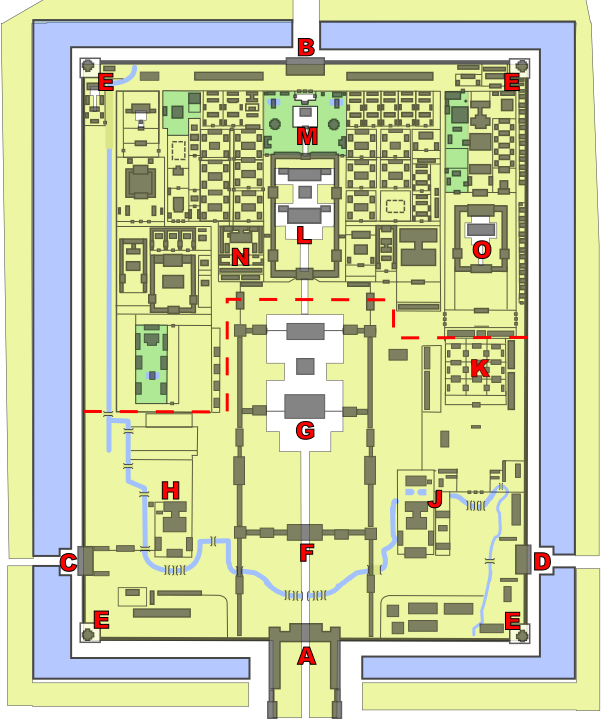
A Tiltott Város alaprajza. A piros betűjelekhez lásd a jelmagyarázatot
----
- – - A belső és a külső udvarok közötti megközelítő választóvonal.
----
A. Déli kapu
B. Az isteni hatalom kapuja
C. Nyugati dicsőséges kapu
D. Keleti dicsőséges kapu
E. Saroktornyok
F. A legfőbb harmónia kapuja
G. A legfőbb harmonia csarnoka
H. A katonai dicsőség csarnoka
J. Az irodalmi dicsőség csarnoka
K. A három déli hely
L. Az égi tisztaság palotája
M. Császári kert
N. A szellemi művelődés csarnoka
O. A csendes örökkévalóság palotája

A Tiltott Város a világ legnagyobb fennmaradt palotaegyüttese, 72 hektáros területen. Alaprajza téglalap alakú, hossza északról délre 961 méter, keletről nyugatra 753 méter. 980 épületében 8707 helyiség található. A Tiltott Várost építői az ősi, fallal körülvett Peking központjának, egyben a birodalom központjának, és egyúttal a világ középpontjának is szánták. (Kína nevének jelentése saját nyelvükön magyarra fordítva „A közép birodalma”.) A palotarendszert a császári város, ez utóbbit a belső város vette körül, ettől délre terült el a külső város.
A palotaegyüttes a mai város szerkezetében is központi helyet foglal el. Észak-déli tengelye egybeesik az egész város hasonló tengelyével, áthaladva a Mennyei béke terén, a legnagyobb ünnepi rendezvények helyszínén. A tengely csillagászatilag nem pontosan észak-déli irányú, attól 2 fokkal eltér. Egyes felvetések szerint a palota létrehozásakor, a Juan-dinasztia idején ezt a tengelyt a csaknem pontosan északra fekvő nyári fővárossal, Xanaduval (Sangtu (Shàngdū)) akarták egyeztetni.

### Falak és kapuk

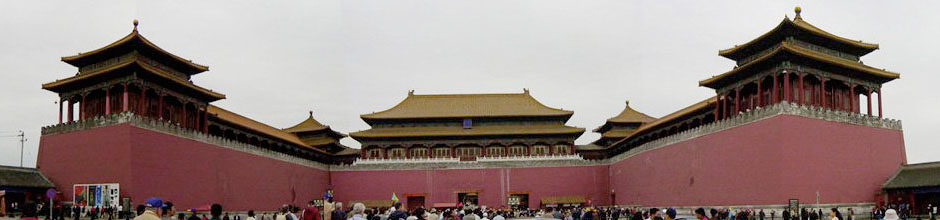
A déli kapu, a Tiltott Város főbejárata, két előreugró szárnnyal

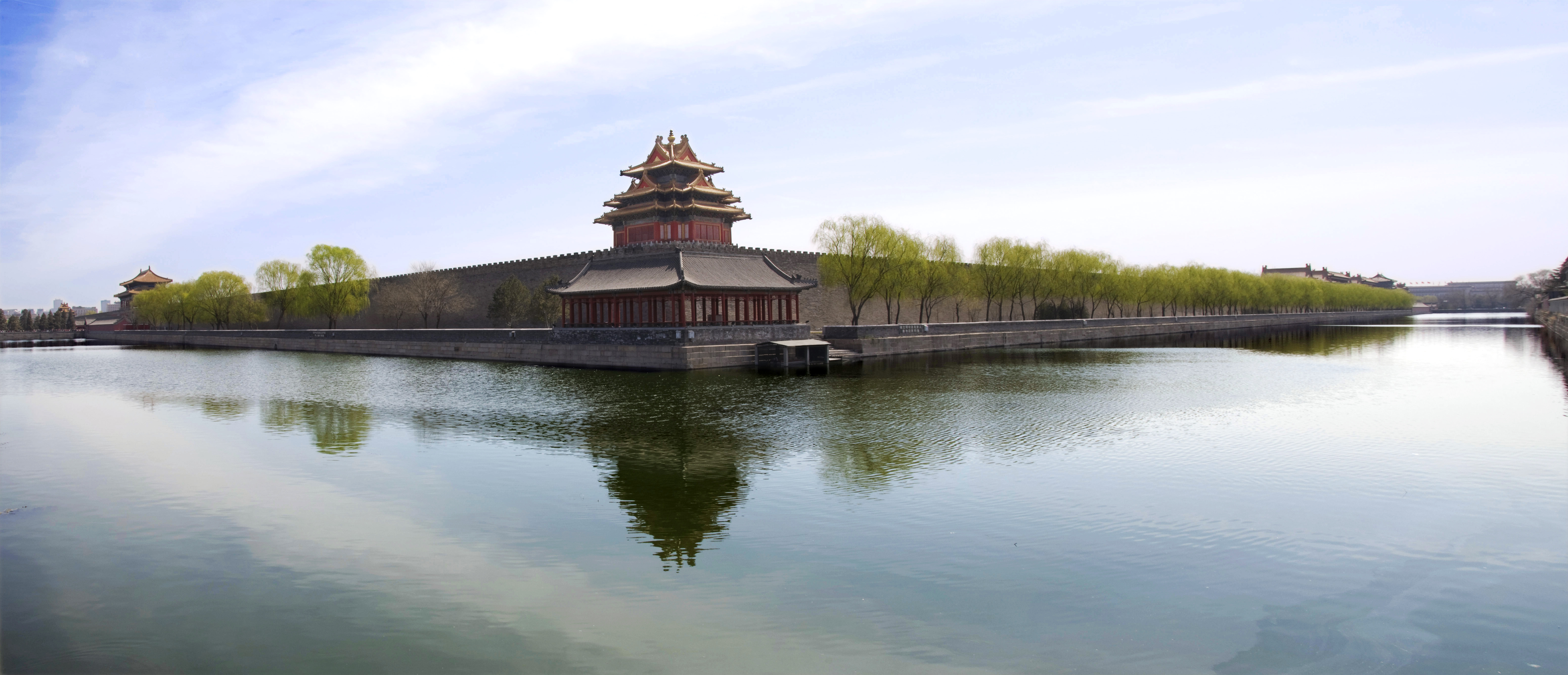
Az északnyugati saroktorony

A Tiltott Várost 7,9 méter magas bíborszínű fal, valamint egy hat méter mély, 52 méter széles árok veszi körül. A falak vastagsága az alapnál 8,62 méter, tetejükön 6,62 méter. A falak a védelmi szerepen túl a belső, magasabb térszint megtámasztására is szolgálnak. Anyaguk belül döngölt föld, amit kívül mindkét oldalukon három réteg speciális tégla borít, a téglák közében habarccsal.
A komplexum négy sarkán bonyolult tetőzetű tornyok (E) vannak, mindegyik tetején 72 gerinc-redővel, ahogy az a Szung-dinasztia korabeli Teng herceg pavilonja és a Sárga Daru tornya tetejének régi ábrázolásairól ismert. Ezek a tornyok láthatók leginkább kívülről, és számos népi hagyomány kapcsolódik hozzájuk. Az egyik legenda szerint a korai Csing (Qing)-dinasztia idején egy felújítás után a kézművesek nem tudták visszaépíteni a tetőzetet, csak a halhatatlan, legendás Lu Pan (Lu Ban) ácsmester segítségével.
A Tiltott Város minden oldalán egy-egy kapu található. A déli falon nyílik a főkapu, a Meridián-kapu (Vu Men, Vu-kapu) (A). (A Tiltott Város előtt, a Meridián-kaput eltakaró Tienanmen-kapu, ami a bejárat feletti Mao-képről ismert a pekingi fotókról, szigorúan véve nem része a Tiltott Városnak; az a régi „belső városon” belüli „császári város” bejárataként szolgált.)
Az északi oldal kapujának neve: isteni hatalom kapuja. A keleti (D) és nyugati dicsőséges kapuk (C) a megfelelő oldalakon találhatók. Minden kaput kilencszer kilenc aranyszegecs díszít, kivéve a keleti kaput, ahol csak nyolc sor van ezekből.
A Meridián-kapu alatt öt átjáró nyílik. A középsőn csak a császár haladhatott át, illetve a császárné a házasságkötés napján, valamint a háromévente megrendezett császári versenyvizsga első három helyezettje, vizsgájuk napján. A 35,6 méter magas, öt bástyából álló Meridián-kapu két előreugró szárnya egy teret formáz (A) (Vumen (Wumen)-tér, vagy a Meridián-kapu tere), ahol állami szertartásokat tartottak, itt vonultatták fel a hadifoglyokat, itt vesszőzték meg a vétkes hivatalnokokat.

### Külső udvar

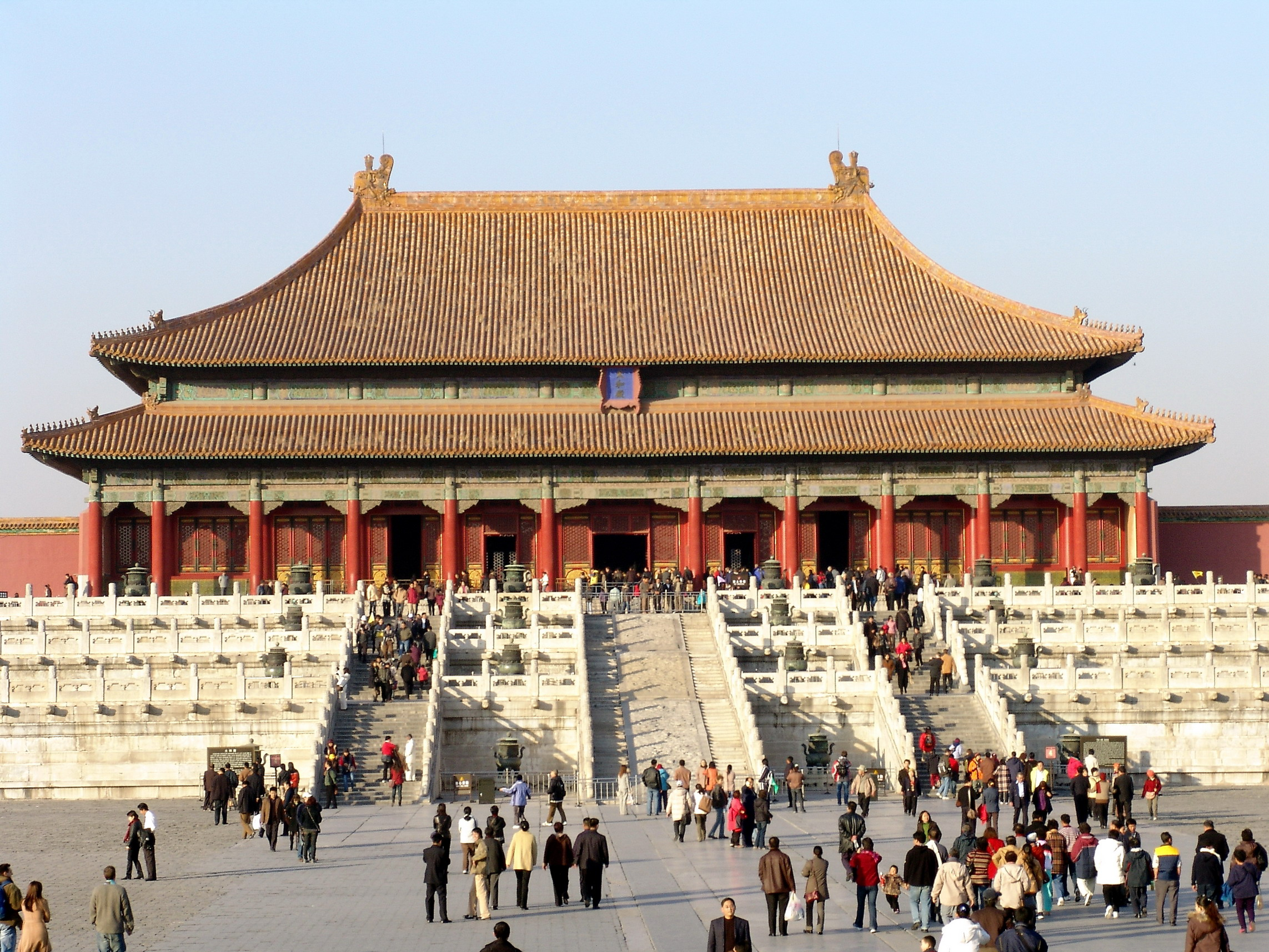
A Legfelső Harmónia csarnoka

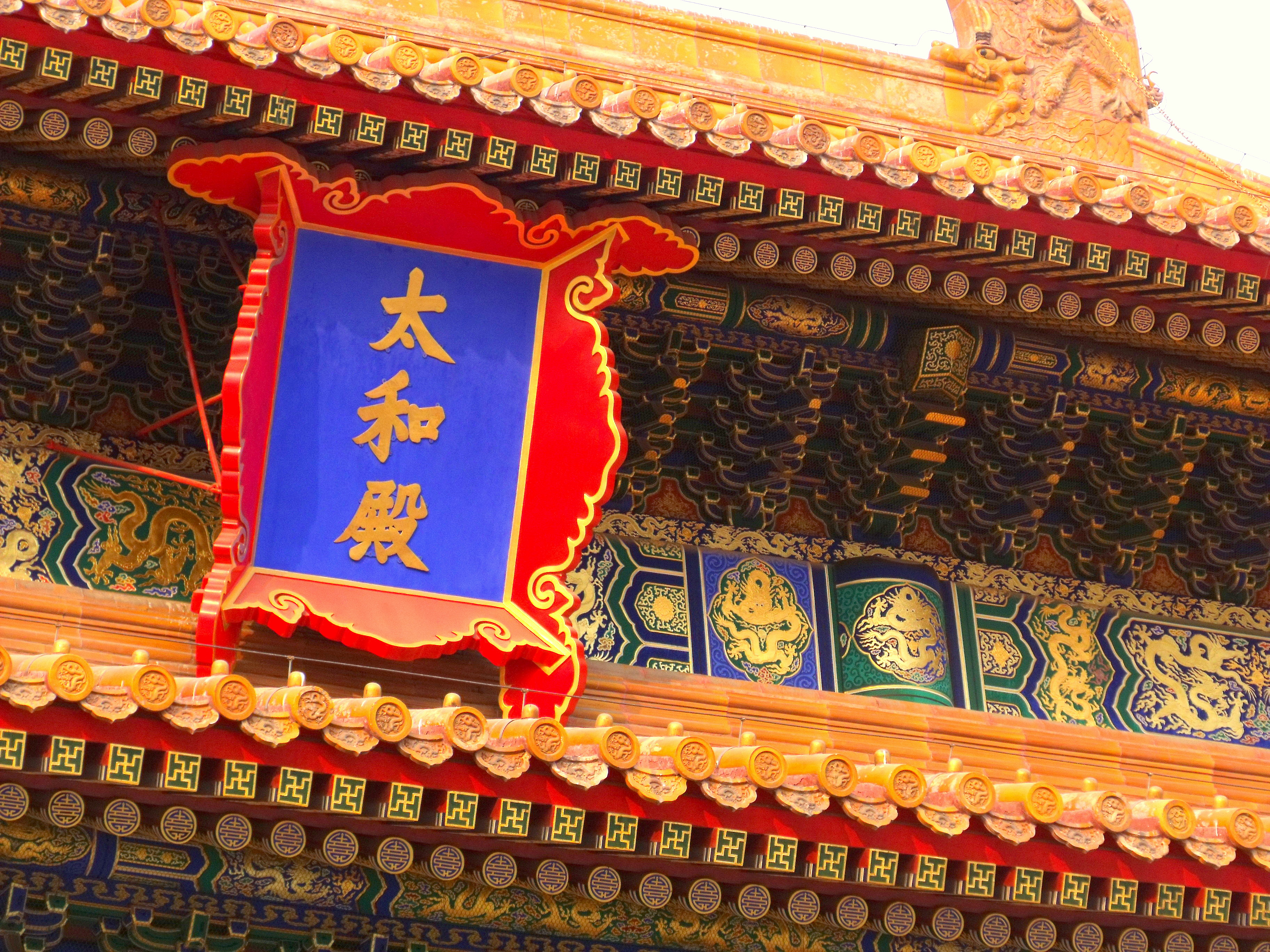
A Legfelső Harmónia csarnokának felirata

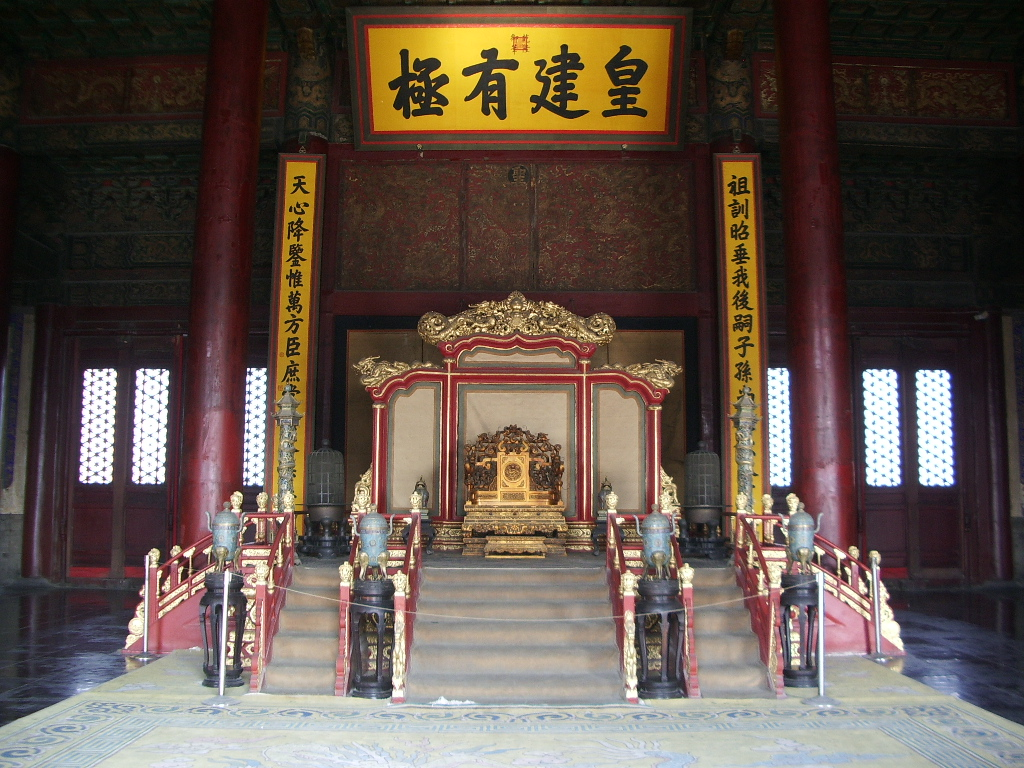
A trónterem a Harmónia megőrzésének csarnokában

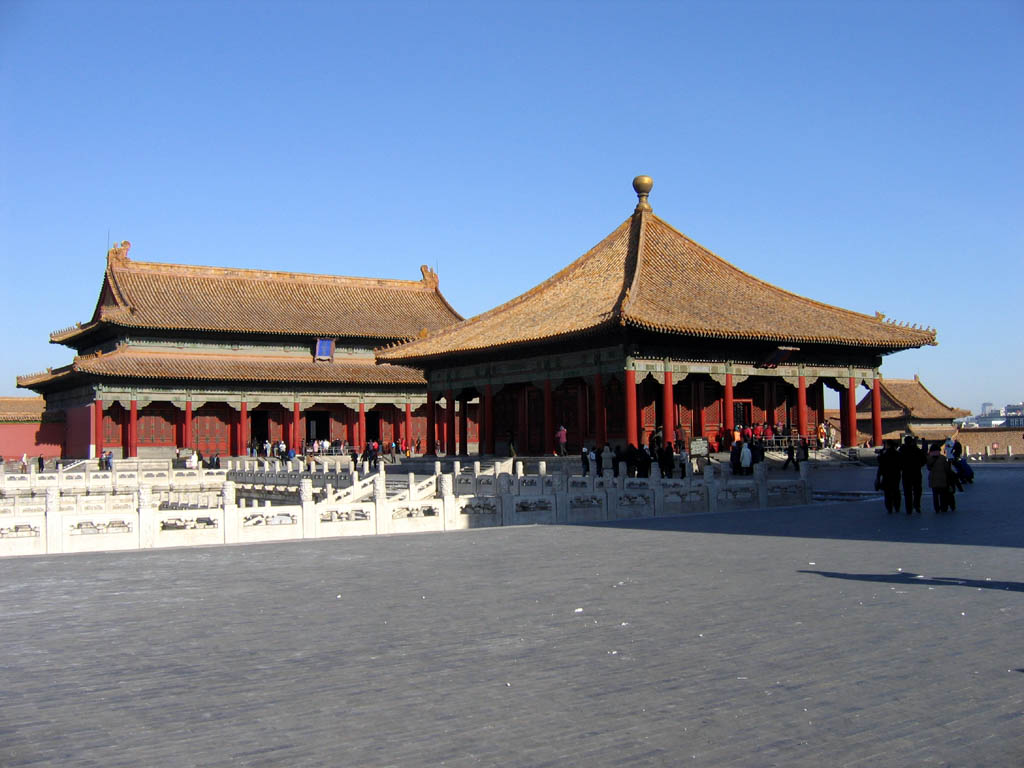
A központi harmónia csarnoka (előtér) és a harmónia megőrzésének csarnoka

A Tiltott Várost hagyományosan két részre osztják. A külső udvar (外朝) más néven elülső udvar (前朝) a palota déli részeit foglalja magában, és ceremoniális célokra használták. A belső udvar (内廷) vagy hátsó palota (后宫) az északi részre terjed ki, ahol a császár és családja élt és intézte napi ügyeit. (A megközelítő választóvonalat vörös szaggatott vonal jelzi az alaprajzon.) Emellett a Tiltott Városnak három észak-déli tengelye van. A legfontosabb épületek a középső tengelyen helyezkednek el.
A Meridián-kapun belépve egy nagy térre jutunk, amelyen egy kanyargós (természetesen mesterséges) vízfolyás, az Arany víz halad keresztül. A folyócskán öt márványhíd ível át a Meridián-kapu öt nyílásának folytatásaképpen. Beljebb, a bejárati kapuval szemben áll a Legfelső Harmónia kapuja (Taj Ho Men (Tai He Men)) (F). Ez a palota legnagyobb kapuja, alapterülete 1800 négyzetméter. A kapun áthaladva jutunk a palotarendszer legnagyobb, 3,6 hektáros terére, amelynek neve a Legfelső Harmónia tere. Ennek közepén egy három fokozatban emelkedő, 8 méter magas, lépcsős fehér márvány terasz található. A teraszon három csarnok áll, ezek képezik az egész palotarendszer központját, sorrendben délről: a legfelső harmónia csarnoka (Taj Ho Tien (Tai He Dian), 太和殿), a központi harmónia csarnoka (Csung Ho Tien (Zhong He Dian), 中和殿) és a harmónia megőrzésének csarnoka (Pao Ho Tien (Bao He Dian), 保和殿). A térség szélén körbefutó galériák szárnyépületei a császári udvarban felhalmozott kincsek raktáraiként szolgáltak.
A legfelső harmónia csarnoka (G) 2300 négyzetméteres alapterületével Kína legnagyobb fából készült csarnoka. Mintegy 30 méterrel emelkedik a környező térség fölé. 1669-ben épült, azóta többször átépítették. Ez volt a birodalmi hatalom ceremoniális központja. A csarnoknak szélességében kilenc, mélységében öt osztata van; ezek a számok szimbolikusan kapcsolódnak a császár személyéhez.
A 64 méter széles, 34 méter mély és 27 méter magas épületet 86 faoszlop tartja. A közepén kétméteres alapzaton helyezkedik el az aranylakkal festett trónus. Mellette hat, sárkányokkal díszített, egy méter átmérőjű, 13 méter magas sárkányokkal díszített oszlop áll. A trón mögött díszes ellenző látható.
A csarnok középpontjában a mennyezetbe süllyesztve egy bonyolult sárkánydíszes kazetta látható, amelyből egy fémgömbökből álló, csillárszerű szerkezet függ lefelé, amit a Sárga Császár tükrének neveznek.
A Ming-dinasztia idején a császár ebben a csarnokban tárgyalta meg az államügyeket az államtanács keretében. A Csing (Qing)-dinasztia idején, amikor a császárok gyakrabban tartottak államtanácsot, ezeket az ülésezéseket egy kevésbé ceremoniális teremben tartották, és a Legfelső Harmónia csarnokát csak igazán ünnepélyes alkalmakra tartották fenn, mint a koronázás és fontos esküvők.
A központi harmónia csarnoka kisebb, négyzetes alaprajzú épület, amelyet a császár a nagyobb ünnepségek előtti felkészülésre, illetve a hosszú ceremóniák közben pihenésre használt.
A mögötte lévő épületet, a harmónia megőrzésének csarnokát (más fordításban „gondviselő összhang csarnoka”) a nagy ünnepségek próbáira alkalmazták, valamint itt tartották meg a császári vizsgák utolsó szakaszát is. Ebben maradt meg a legtöbb eredeti, Ming-kori forma. Mindhárom csarnokban van császári trón, a legnagyobb és a legszebben kidolgozott a Legfelső Harmónia csarnokában.
A három fő csarnok közös teraszára felvezető lépcsők közepén délen és északon egyaránt egy-egy díszesen kifaragott rámpa húzódik, a császári út része. Ezek felett vitték a császár gyaloghintóját. Az északi rámpa, a Harmónia Megőrzésének csarnoka mögött, egyetlen, 16,57 méter hosszú és 3,07 méter széles, 1,7 méter vastag kőtömbből áll. Súlya mintegy 200 tonna, és a legnagyobb faragott kő Kínában. A déli rámpa, a legfelső harmónia csarnoka előtt, még hosszabb, de két kőtömbből illesztették össze. Az illesztést olyan gondosan elrejtették a felszínt borító faragásokkal, hogy azt csak a 20. században fedezték fel, amikor az időjárás viszontagságai nyomán a rés kitágult.
A külső udvar délkeleti és délnyugati részén állnak a katonai kiválóság (H) valamint az irodalmi dicsőség (J) csarnokai. Az előbbi eleinte a császár egyik fogadóterme volt, majd a palota saját nyomdájának adott helyet. Az utóbbit kezdetben tekintélyes konfuciánus tudósok ünnepélyes előadásaira alkalmazták, majd a császári „nagy titkárság” helyezkedett el benne. A Sziku Csüansu (Siku Quanshu) elnevezésű, a Csing (Qing) dinasztia fénykorában, a 18. században összeállított császári könyvtár egy példányát is itt őrizték.
A külső udvar északkeleti részén található a déli három hely nevű palotarész (南三所) (K), a mindenkori trónörökös lakhelye.

### Belső udvar
Az Égi Tisztaság kapuja (Csien Csing Men (Qian Qing Men), 乾清门) a belső udvarba vezet, ahol a császár és családja lakóhelye volt. A palotarendszer fő tengelyén egy merőleges, hosszúkás tér választja el a Külső udvartól. A Csing (Qing)-dinasztia idején a császár csaknem kizárólag a belső udvarban élt és dolgozott, a külső udvart csak ceremoniális célokra használták.

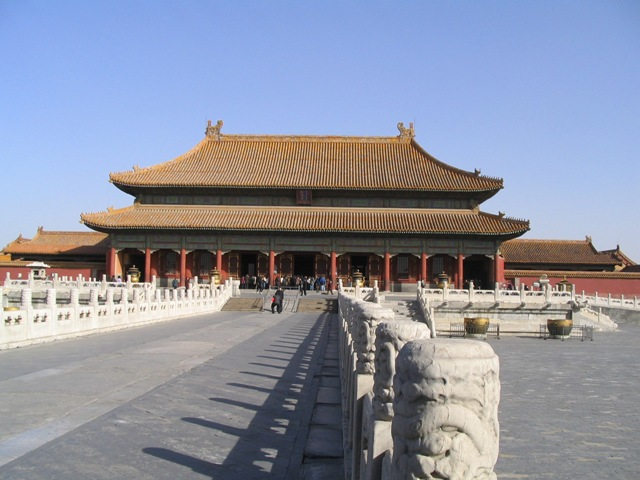
Az Égi Tisztaság palotája

A belső udvar közepén újabb három csarnok áll (L). Akárcsak a külső udvar csarnokai, ezek is közös, de csak egyszintes márvány alapra épültek. Délről ezek nevei: az égi tisztaság palotája (Csien Csing Kung (Qian Qing Gong), 乾清宮), az egység terme (Csiao Taj Tien (Jiāo Tài Diàn), 交泰殿) és a földi nyugalom palotája (Kun Ning Kung (Kun Ning Gong), 坤寧宮). Ezek a császár és a császárné hivatalos rezidenciái voltak, kisebbek, mint a külső udvar csarnokai. A császár, aki a Jang és az ég megtestesítője a kínai mitológiában, a égi tisztaság palotájában lakott, a császárné, a Jin és a föld megtestesítője a földi nyugalom palotájában élt, a köztük lévő pedig a találkozóikra, a Jin és Jang egyesülésére, azaz a tökéletes harmónia létrehozására szolgált.

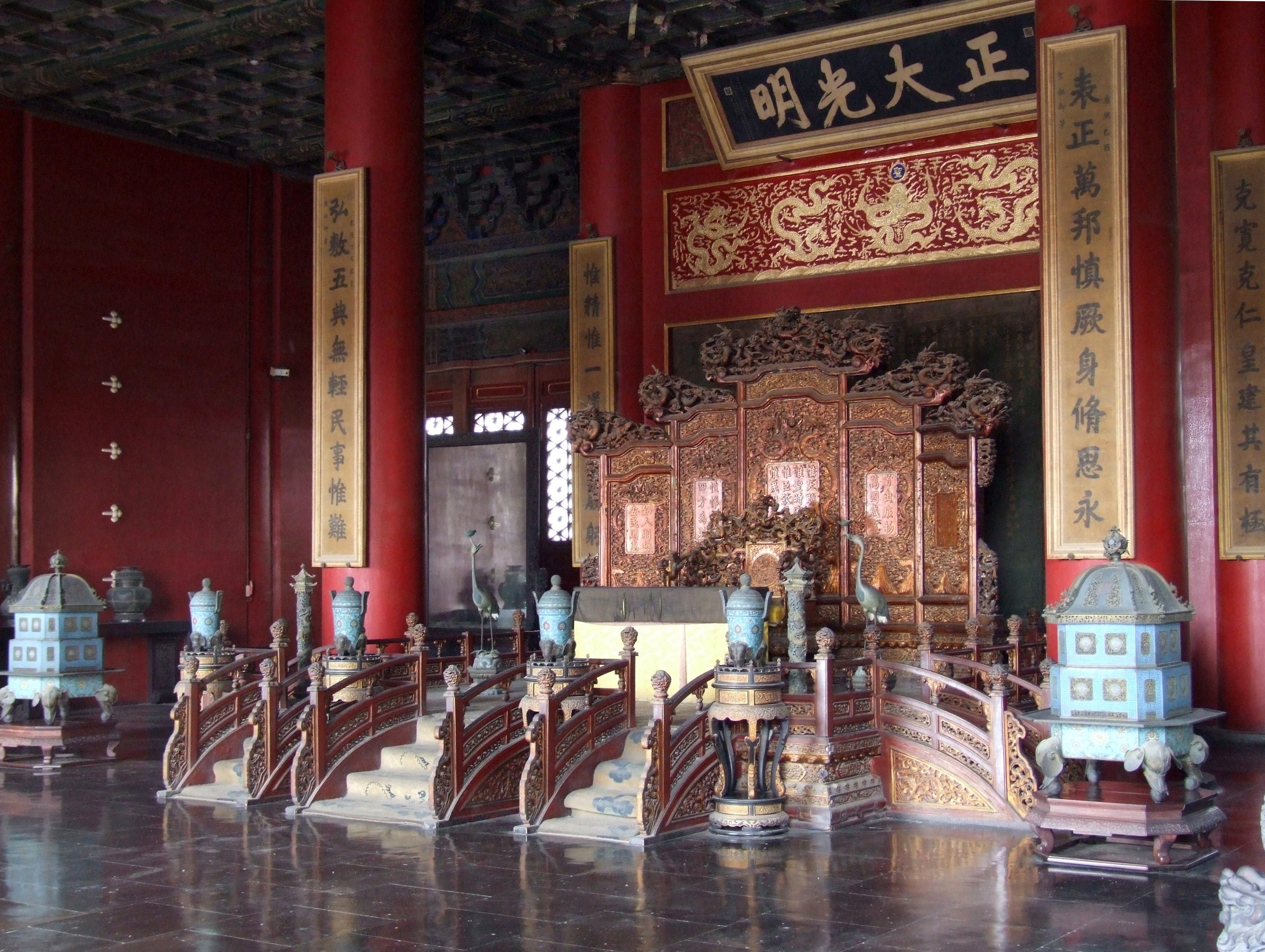
A trón az égi tisztaság csarnokában

Az égi tisztaság palotája 1420-ban épült; 1655-ben, majd 1669-ben átépítették. Később leégett, de 1797-ben újjáépítették. A Ming-dinasztia idején a császár ténylegesen ebben lakott. A Csing (Qing)-dinasztia Jung-cseng (Yongzheng) császárától kezdve a császárok egy kisebb, nyugatra fekvő épületben, a szellemi épülés csarnokában (N) laktak. Ezt a változtatást nagy elődjük, Kang-hszi (Kangxi) császár emlékének tiszteletével magyarázták. A mennyei tisztaság csarnoka ettől kezdve a császár fogadóterme lett. Itt ravatalozták fel a császárokat, és itt őrizték azt a kis dobozt is, amelybe az uralkodók Kang-hszi (Kangxi)t követően utóduk nevét rejtették, és amit csak haláluk után volt szabad felnyitni. Utoljára 1922-ben töltött be császári feladatkört, amikor a hatalmától már megfosztott utolsó császár, Pu-ji (Puyi) itt tartotta az esküvőjét.
A kettős ereszű épületet a délre fekvő Égi Tisztaság kapujával emelt szintű átjáró köti össze.
Az épület mennyezetében egy kazettában összetekeredett sárkány látható. A trón felett az „Igazság és becsület” felirat olvasható (正大光明, zhèngdàguāngmíng).
A földi nyugalom palotája 1420-ban épült, jelenlegi alakját 1655-ben kapta. Ez is kettős ereszű épület, szélességében 9, mélységében 3 osztatú. A Ming-dinasztia idején a császárnék rezidenciája volt. A Csing (Qing)-dinasztia korában a palota nagy részét átalakították a mandzsu uralkodó sámánista kultuszának céljaira. Itt mutatták be a császári tűzhely istenének szóló áldozatokat, állítólag évi 1300 disznót. Jung-cseng (Yongzheng) császár uralkodásától kezdve a császárné kiköltözött a palotából, de két termet fenntartottak benne a császári nászéjszaka céljára.
A hagyomány előírja, hogy a császári pár a nászéjszakát a Földi Nyugalom palotájában, egy meglehetősen kis szobában tölti. Ebben a szobában alig volt bútor, a szoba egynegyedét a kang-fekhely foglalta el. A padlón kívül minden pirosra volt festve. Miután kiürítettük a nászkupát, ettünk a „fiúk és unokák süteményeiből” és beléptem ebbe a sötétvörös szobába, fullasztónak éreztem a levegőt. A menyasszony lehajtott fejjel a kangon ült. Ahogy körülnéztem, körülöttem minden piros volt; az ágyfüggöny, a párnák, a ruhák, a szoknya, a virágok és a feleségem arca is. Mintha olvadt vörös viaszgyertyához hasonlított volna. Zavarban voltam, nem tudtam, üljek-e vagy álljak, úgy gondoltam, jobb lesz nekem a Janghszin palotában. Kinyitottam hát az ajtót és visszamentem a lakosztályomba.

A két palota között áll az egység termének négyzetes alaprajzú, sátortetős épülete. Ez 1420-ban épült, jelenlegi külsejét 1797-ben kapta. Egy időben a császárné tróntermeként szolgált, és itt ünnepelték a császárnék születésnapját is. Ebben az épületben őrzik a Csing (Qing)-dinasztia huszonöt császári pecsétjét és más ceremoniális tárgyakat. Itt tartották azt az órát, ami a Tiltott Város hivatalos időmérője volt – eleinte egy vízióra, később egy európai ingaóra. Mindkettő ma is a teremben áll.

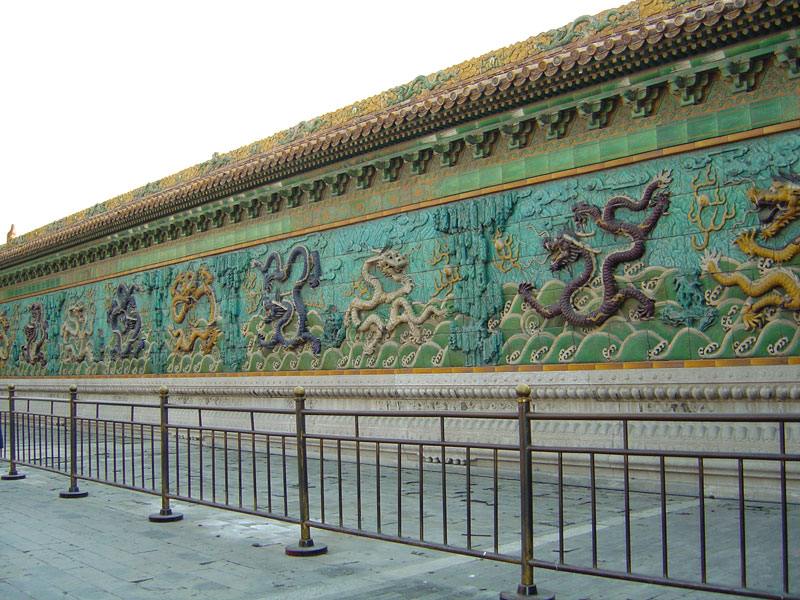
A kilenc sárkányt ábrázoló ellenzőfal a csendes örökkévalóság palotája előtt

A belső udvar három csarnokának térségét a Földi Nyugalom kapuja zárja. Mögötte fekszik a viszonylag kis méretű, kompakt Császári kert (Jü Hua Jüan) (M). A hangulatos kert közepén áll az 1553-ban épült császári béke terme (Csin An Tien), méghozzá eredeti, Ming-kori alakjában. A park hagyományos kínai kertépítészeti elemei, bronzfüstölők, kősziklák, pavilonok és természetesen évszázados fák között kis mesterséges domb tetején áll az az 1583-ban épült pavilon, ahol a császárné hagyományosan a kilencedik holdhónap kilencedik napját ünnepelte.
A kerttől északra található az Isteni Hatalom (vagy Isteni Fegyverek) kapuja (Sen Vu Men (Shen Wu Men)), az egész palotarendszer északi bejárata. 1420-ban épült, majd a mandzsuk idején átépítették. Tornyában valamikor időjelző dobok álltak, amelyeket minden reggel és este 108-szor vertek meg.
A három fő csarnoktól keletre és nyugatra önálló kisebb udvarokban, szerényebb házakban éltek a császár ágyasai és gyermekei.
Nyugatra helyezkedik el a szellemi művelődés csarnoka (N). Eredetileg mindössze egy kisebb palota volt a sok közül, de Jung-cseng (Yongzheng) idejétől ez lett a császárok de facto rezidenciája és irodája. A Csing (Qing)-dinasztia utolsó évtizedeiben az anyacsászárnék, köztük Ce-hszi kínai császárné (Cixi kínai császárné), e csarnok keleti részében tartottak udvart. A csarnok körül találhatók a császári Nagy Tanács és más kormányzati szervek hivatalai.
A belső udvar északkeleti részét a csendes örökkévalóság palotája (Jüancsincsaj (Juanqinzhai), 寧壽宮) foglalja el (a térképen O jelzéssel). Ezt a komplexumot Csien-lung (Qianlong) császár építtette, visszavonulására készülve. Az 1771 és 1776 között épült palota felépítése kicsinyítve követi a Tiltott Város egészét: vannak külső és belső udvarai, kertjei és templomai. A 27 épület és berendezésük extravagáns megoldásai tükrözik a leghosszabb ideig uralkodott kínai császár széles körű műveltségét és kitűnő ízlését. A paloták és bútorzatuk a kor legjobb anyagaiból jöttek létre a legkitűnőbb kínai mesterek keze munkájával, és sok korabeli európai elemet, technikát is alkalmaznak, mint pl. a trompe-l’oeil. A palota bejárata előtt áll a Kilenc Sárkány ellenzőfala, fényezett csempével kirakva. Ez a kisebb palotarendszer a császárság bukása óta viszonylag érintetlenül állt, soha nem nyitották meg a közönség előtt. Műemlékvédelmi szempontból ezért különösen fontos, mert pontosan tükrözi a korabeli állapotokat. A Tiltott Városnak ezt a részét a Palotamúzeum és a World Monuments Fund együttműködésével egy hosszú távú, egészen 2017-ig tervezett projekt keretében korunk élenjáró tudományos módszerei segítségével restaurálják.

### Szentélyek
A vallás nagy szerepet játszott a császári udvar életében. A Csing (Qing)-dinasztia idején a Földi Harmónia palotája a mandzsu sámánista szertartások helye lett. A taoizmus szerepe is fontos volt, a Ming és a Csing (Qing)-dinasztiák idején egyaránt. Két fontos taoista szentély volt a Tiltott Városban, az egyik a császári parkban, a másik a belső udvar központi területén.
További fontos vallás volt a buddhizmus. Számos buddhista templom és szentély volt a Belső udvar területén, köztük a tibeti buddhizmus vagy lámaizmus szentélyei. A buddhista ikonográfia elemei sűrűn szerepelnek az épületek díszítményein. Ebből a szempontból a legfontosabb a Virágeső pavilonja, itt igen sok buddhista szobor, ikon, mandala található, rituális rendszerben elhelyezve.

### Szimbolizmus

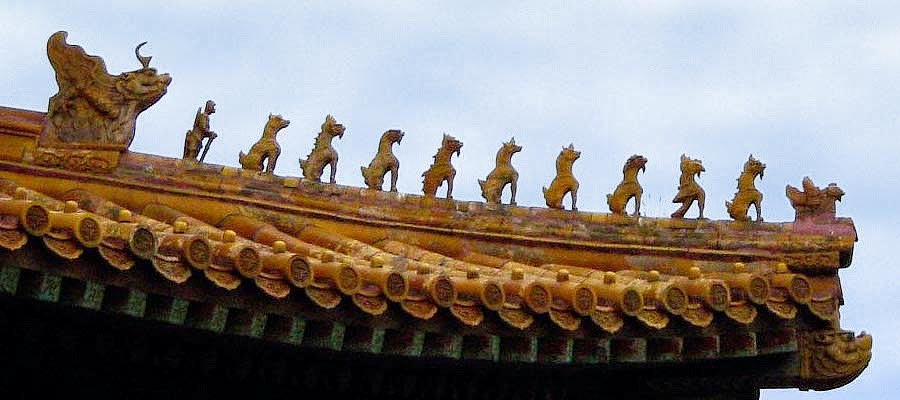
A legmagasabb rangot jelző dekoráció a Legfelsőbb Harmónia csarnokának tetőzetén

A Tiltott Város tervezői az általános koncepciótól kezdve az apró részletekig pontosan követték a kínai filozófiai és vallási elveket, kiemelve a császári hatalom szerepét. Ennek a szimbolizmusnak néhány példája:
- A császári szín, a sárga alkalmazása. A Tiltott Városban csaknem az összes tetőzetet fényezett sárga cserepek borítják, két kivétellel: az irodalmi kiválóság pavilonját (文渊阁), illetve az ott elhelyezett könyvtárat fekete cserepekkel fedték, mert a fekete szín a kínai szimbolikában az öt elem közül a vízhez kapcsolódik, és így a tűz elleni védelem szerepét kapta. A trónörökös palotája pedig zöld borítást kapott, mert a zöld szín az öt elem közül a fához, és így a növekedéshez kapcsolódik.[68]
- A Külső és a Belső udvar fő csarnokai hármas, a rezidenciák hatos csoportokban épültek. A hármas szám a taoista kozmológiában (Ba Gua) az ég jeléhez kapcsolódik, míg a hatos a föld jeléhez.[17]
- A tetőzetek ereszkedő gerinceit kis szobrok díszítik, amelyek sorát egy főnixen lovagoló emberfigura nyitja meg, majd császári sárkányfigurákkal folytatódik. A szobrocskák száma jelzi az épület rangját – például egy alacsonyabb státusú palota tetőzetén 3 vagy 5 látható. A Legfelsőbb Harmónia csarnokán van egyedül tíz darab belőlük. Az ilyen módon az egész birodalomban egyedülálló tizedik szobrocskának külön neve is volt, "Hangsi (Hangshi)" (行十), azaz "tízes rangú".[59][69]
- Az épületek szerkezete is a Szertartások könyvében rögzített régi szokásokat követ. Az ősök templomai így a paloták előtt helyezkednek el. A raktárterületek is a paloták első részében vannak, a lakóhelyek hátul találhatók.[70]

### Környezete

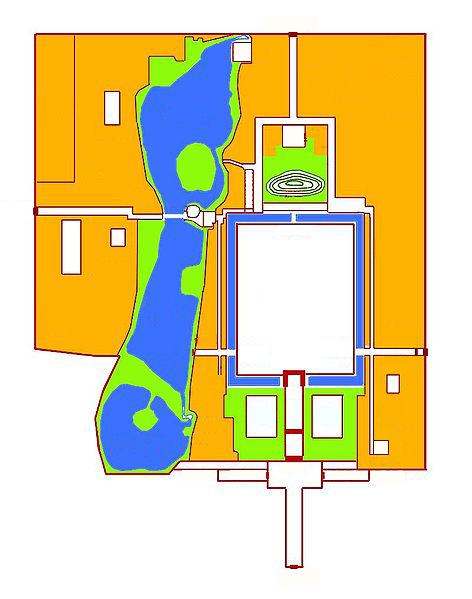
A Tiltott Város (kék csatornával körülvett négyszög) elhelyezkedése a Császárvárosban

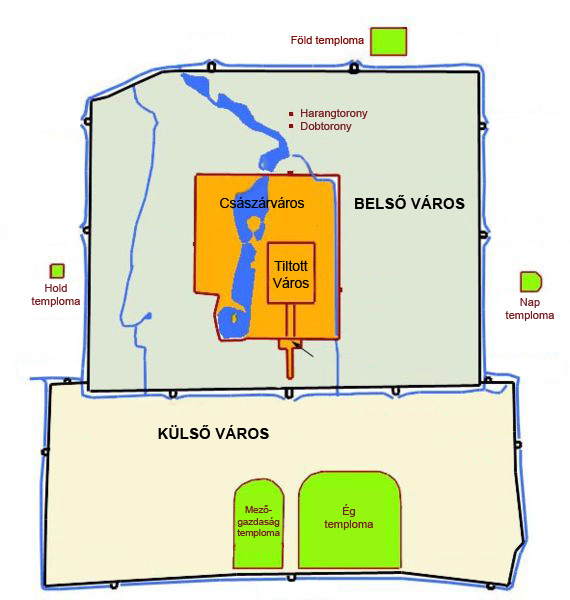
A Császárváros (sárga színnel jelölve) a Belső Városban

A Tiltott Várost a régi Pekingben a Császárváros vette körül. Itt helyezkedtek el a császári udvar fényűző életének kiszolgálását biztosító szolgáltató műhelyek. A keleti kapun túl állt a nagy császári konyha, ahol már a Ming-korban is négyezren dolgoztak, és évi költségvetése 360 000 ezüstre rúgott. A – természetesen fallal körülvett – Császárváros körül pedig az ugyancsak fallal övezett régi Belső Város terült el. Tőlük délre volt a régi Külső Város. Mára az egész terület Peking centrumához tartozik.
A palotakomplexumot három oldalról császári kertek övezték, amelyek nagyrészt máig parkok maradtak. Északra terül el Csingsan (Jingshan) park, amelyben a város építése idején egy mesterséges dombot (mai népszerű elnevezése Szén-hegy) emeltek a fengsuj (feng shui) elveinek megfelelően a palotakomplexumot körülvevő árkokból és a parkokban létrehozott tavak medréből kitermelt földből.
Nyugatra fekszik a Csongnanhaj (Zhongnanhai), egy korábbi park két tóval, amely a kommunista hatalomátvétel óta a legfelső párt- és állami vezető elit szigorúan őrzött lakó- és munkahelye. Északnyugatra van a nyilvános Beihai park, szintén egy tó körül, amely összeköttetésben áll a Csongnanhaj (Zhongnanhai) tavaival.

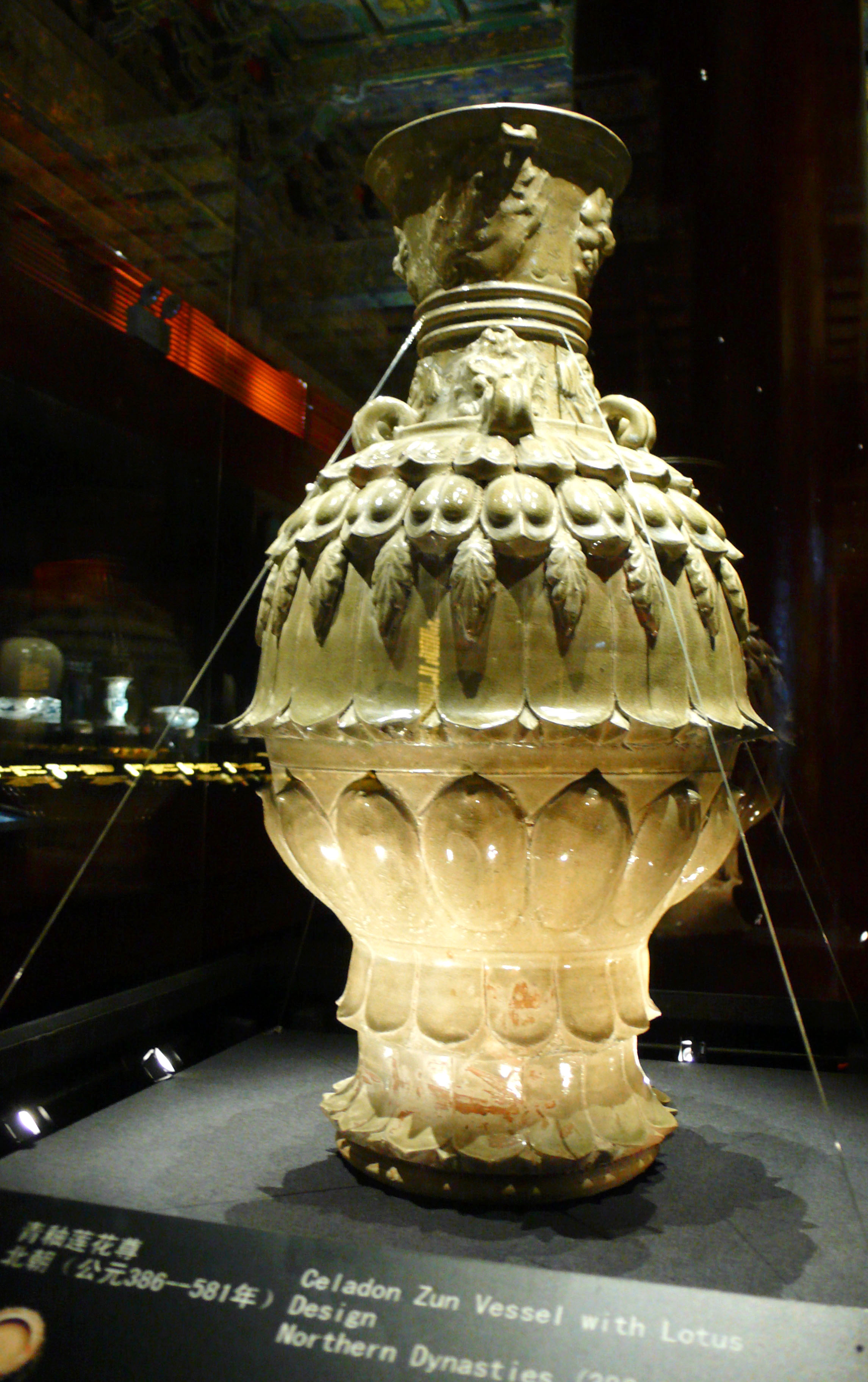
Szeladon váza az Északi dinasztiák korából, i. sz. 386–581

## A Palotamúzeum gyűjteményei
A Tiltott Városban található a Csing (Qing)-dinasztia császári műgyűjteményének az a része, amely a kínai polgárháború lezárása után a szárazföldi Kína területén maradt. Ezt a kollekciót aztán a témába vágó alkotásokkal az elmúlt évtizedek során jelentősen bővítették.
Az eredeti gyűjtemény egy 1925-ös leltár szerint, mintegy 1,17 millió műtárgyat számlált. Ezen kívül a császári könyvtárakban volt a régi kínai könyvek és dokumentumok egyik legnagyobb gyűjteménye, beleértve a Ming- és a Csing (Qing)-dinasztiák kormányzati levéltárát.
1933 után a fenyegető japán invázió elől a gyűjtemény legértékesebb részeit, összesen 13 427 ládában Kína belső tartományaiba evakuálták. A polgárháború végén a menekülő nacionalista erők a készletből 2972 ládányit magukkal vittek Tajvanra. Ez az anyag ma a tajpej (taipei)i Nemzeti Palotamúzeumban van. Csaknem tízezer ládányi kincs visszakerült Pekingbe, 2221 láda anyaga pedig véglegesen a nankingi múzeumban került elhelyezésre.
1949 után a múzeum új leltárt készített valamint alapos kutatásokat végzett a Tiltott Város területén, és egy sor további műkincset tárt fel. Emellett az ország más részeiből is hoztak tárgyakat a Palotamúzeumba, valamint vásárlások és adományok révén is gyarapodott a gyűjtemény.
2005-ös adatok szerint összesen 1 052 653 kerámia, festmény, bronztárgy, udvari dokumentum és más műtárgy volt a múzeum tulajdonában.
2004 és 2010 között újabb részletes leltárt készítettek a múzeum állományáról. Eszerint a Palotamúzeum birtokában 1 807 558 tárgy van. Ebből 1 684 490 tételt államilag védett kulturális emlékként határoztak meg, 115 491 volt az úgynevezett közönséges műtárgyak száma, és 7577 darab tartozott a császári porcelánkészletekhez.

### Arany- és ezüsttárgyak
A kétezres évek elején felújított „nagy ragyogás palotája” ideális környezetet biztosít a múzeum arany- és ezüsttárgyainak kiállításához. A Csing (Qing)-dinasztia korából származó 122 szettet négy csoportban mutatják be: vallási, áldozati edények, eszközök; dísztárgyak; napi használati eszközök; ruhadíszek és ékszerek. A kiállítás képet ad az nemesfém tárgyak előállításának technológiai folyamatairól is.

### Bronztárgyak
A kínai civilizációban ősidőktől – értelemszerűen a bronzkortól – kiemelt szerepe van a bronzból készült kultikus tárgyaknak, edényeknek. A Palotamúzeum bronz-gyűjteményének legrégebbi darabjai a Sang (Shang)-dinasztia korszakából származnak.
Az összesen csaknem tízezer darabot számláló gyűjteményből mintegy 1600 tárgy a Csin (Qin)-dinasztia előtti időből (i. e. 221. előttről) való. A kollekció jelentős része a császári szertartások eszközeként szolgált.

### Jáde
Az ősi kínai jádeművészet sok nagy korszaka körül a legkiemelkedőbb talán a Csing (Qing)-dinasztia Csien-lung (Qianlong) korszaka (1736-1795) volt. A Palotamúzeum állandó jáde-kiállítása ebből a korból mutat be 155 együttest, áttekintést adva az akkoriban használatos jádetárgyak fajtáiról és az udvari szertartásokban betöltött szerepükről.

### Kerámiák
A Palotamúzeum 340 000 darabos kerámia- és porcelángyűjteménnyel rendelkezik. Ezek között a Tang-dinasztia és a Szung-dinasztia korából származó darabok is vannak, valamint számos olyan alkotás, amit a császári udvar, esetenként maga a császár rendelt meg. A kerámiák állandó kiállításán 429 kiemelkedő tárgy tekinthető meg, modern, interaktív megoldásokat tartalmazó kiállítótérben. Ezek a kutatások legújabb eredményei alapján reprezentálják a kínai kerámia több ezer éves történetét.

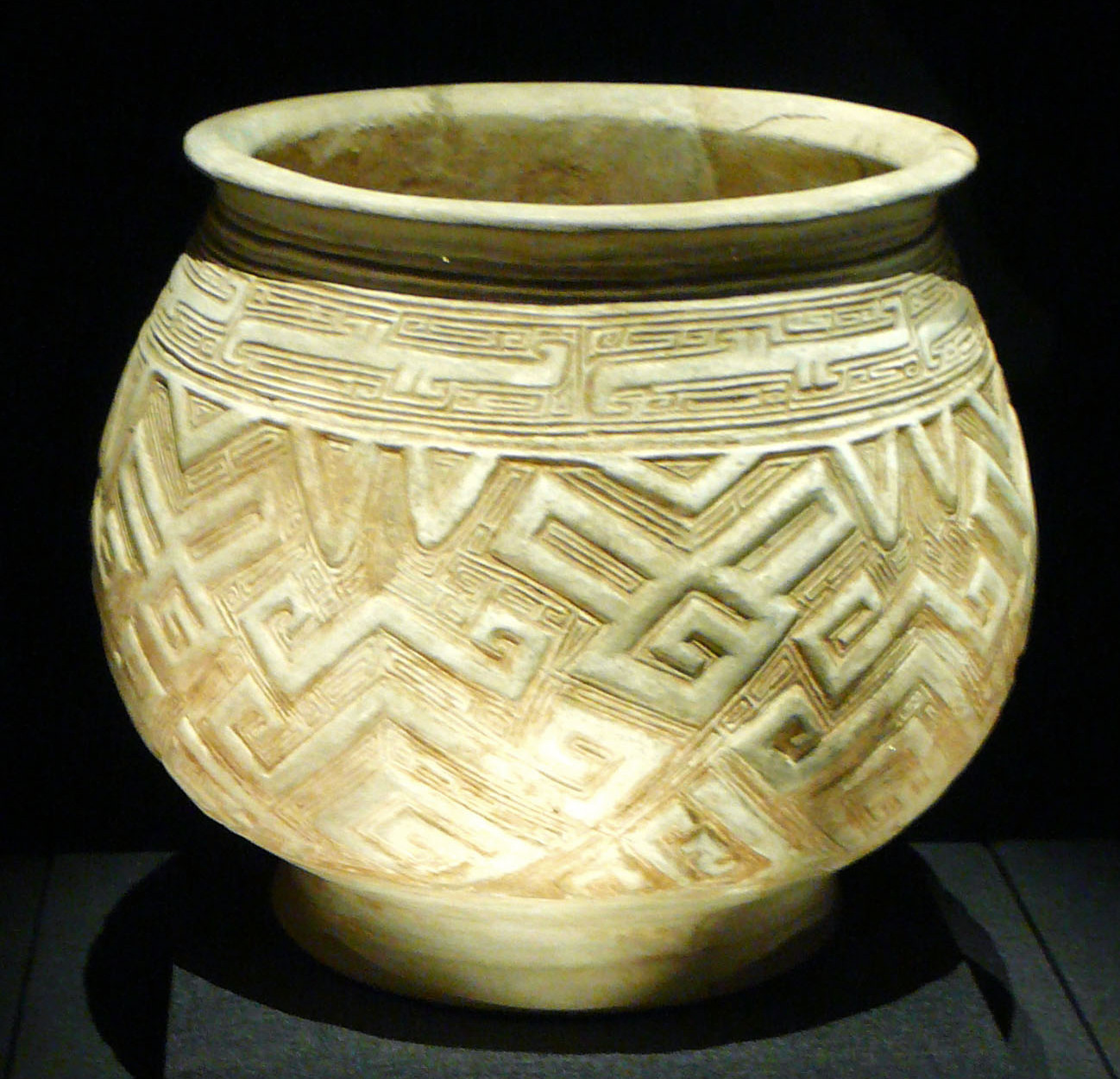
Kerámia a Sang (Shang)-dinasztia korából, i. e. 1600–1100.
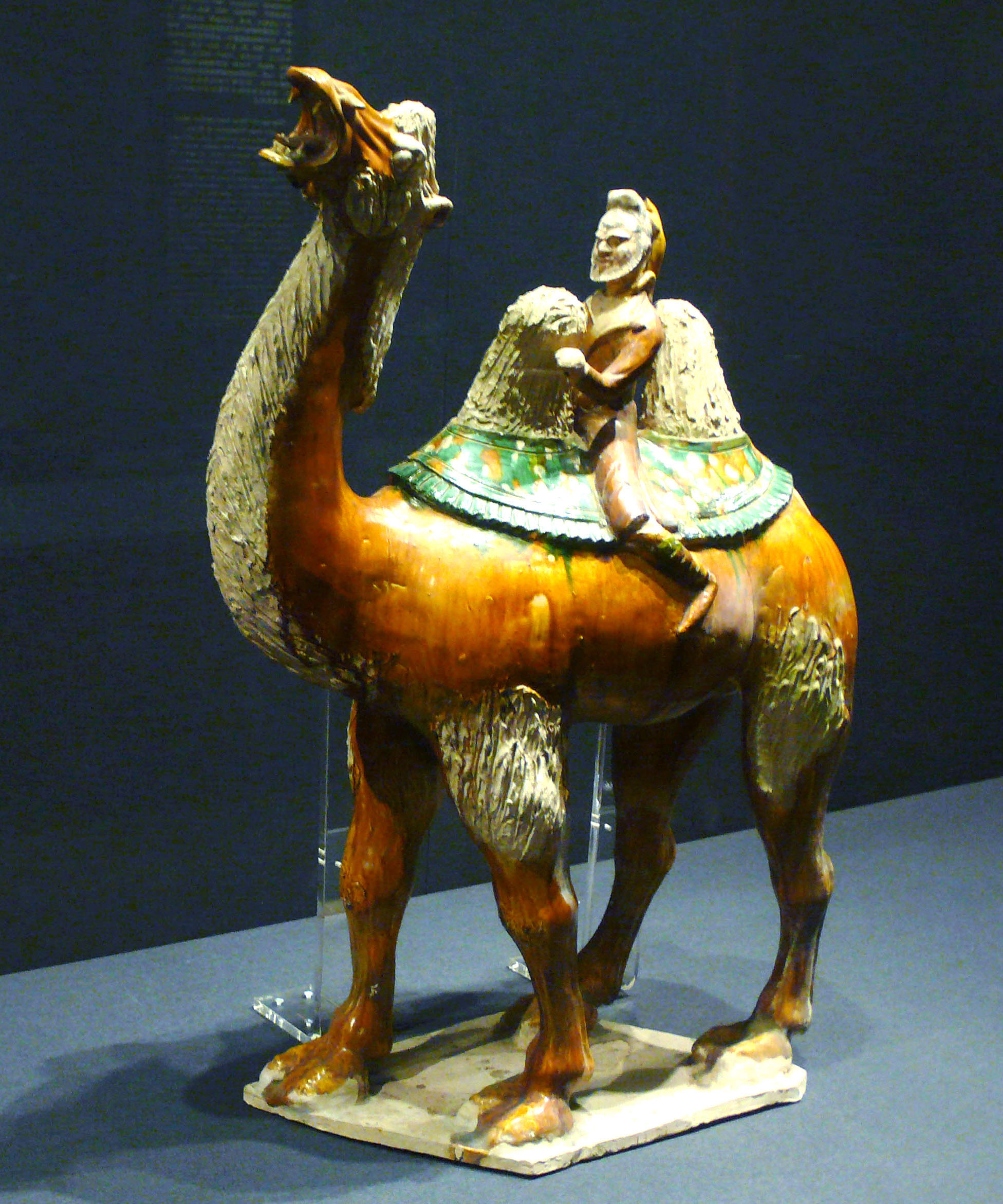
Tang-kori teveábrázolás, a nyeregben perzsa kereskedővel 618–907
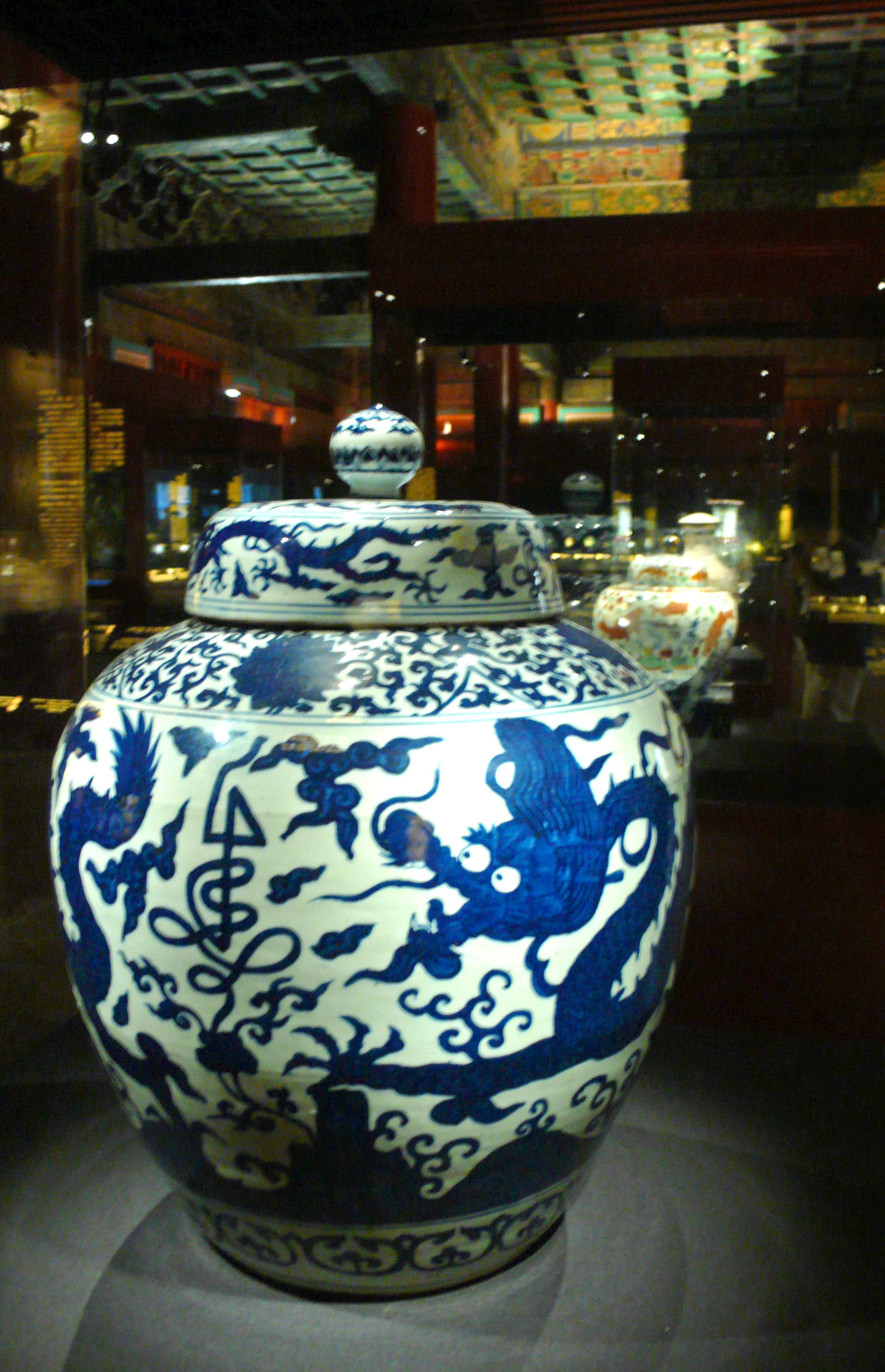
Ming-kori váza, kék sárkányokkal, CsiaCsing (Jia Jing) periódus, 1522–1566
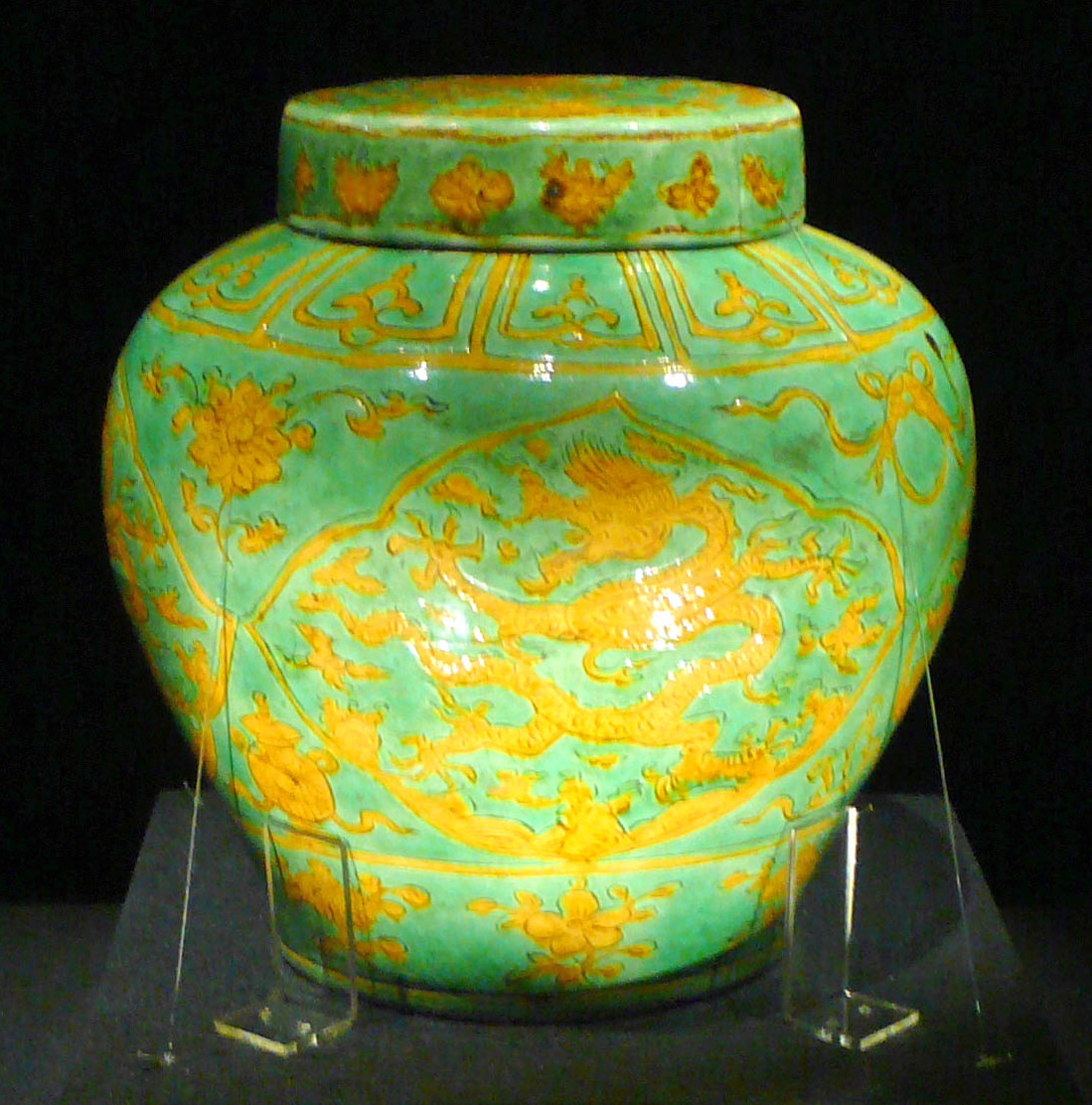
Kerámia a Ming-dinasztia Van-li (Wanli) korszakából, 1573–1620.

### Festmények, kalligráfiák
A Palotamúzeumban csaknem 50 000 festmény és kalligráfia van, közülük 400 a Jüan (Yuan)-dinasztia (1271–1368) előtti korból.
A kollekció gerincét a Ming- és a Csing (Qing)-dinasztiák császári gyűjteménye adja, bár ennek a készletnek a jelentős része elveszett az idők során, és 1948-ban a maradék gyűjtemény javát Tajvanra vitték. Az utóbbi évtizedekben a múzeum festményállományát jelentősen bővítették vásárlásokkal, adományokkal, más múzeumokból történt áthelyezésekkel. A gyűjtemény így jelenleg jól reprezentálja az egymással állandó kölcsönhatásban fejlődött kínai festészet és kalligráfia minden korszakát. 

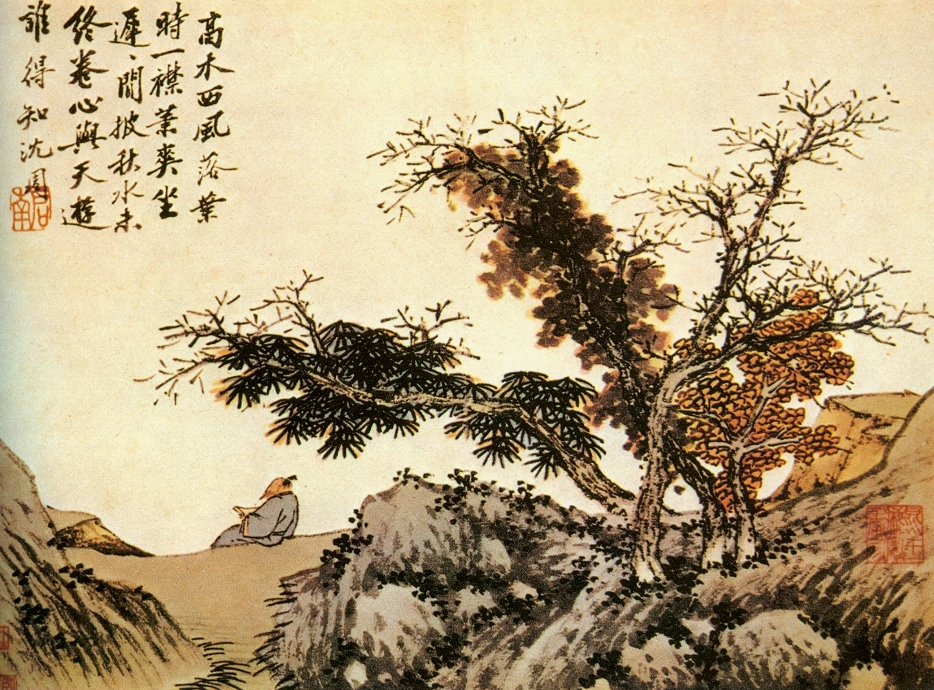
Sen Csou (Shen Zhou): Őszi látkép. 15. század
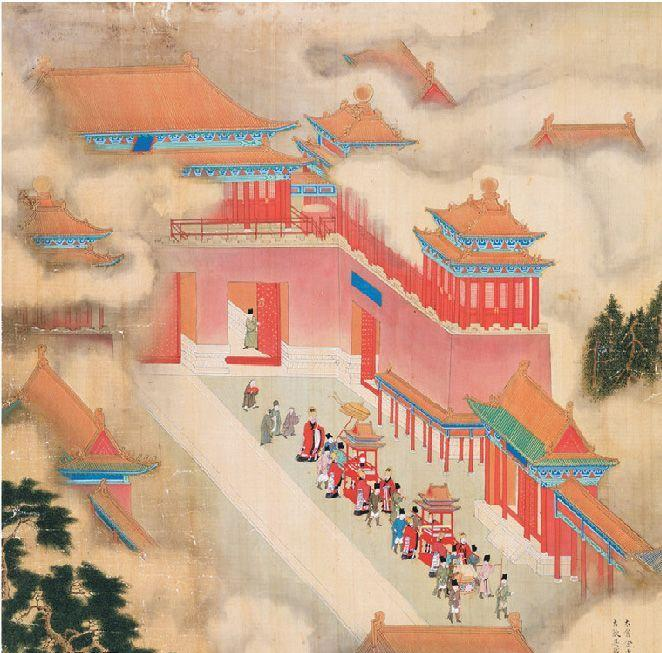
Udvari jelenet. 16. század, vagy a 17. század eleje.
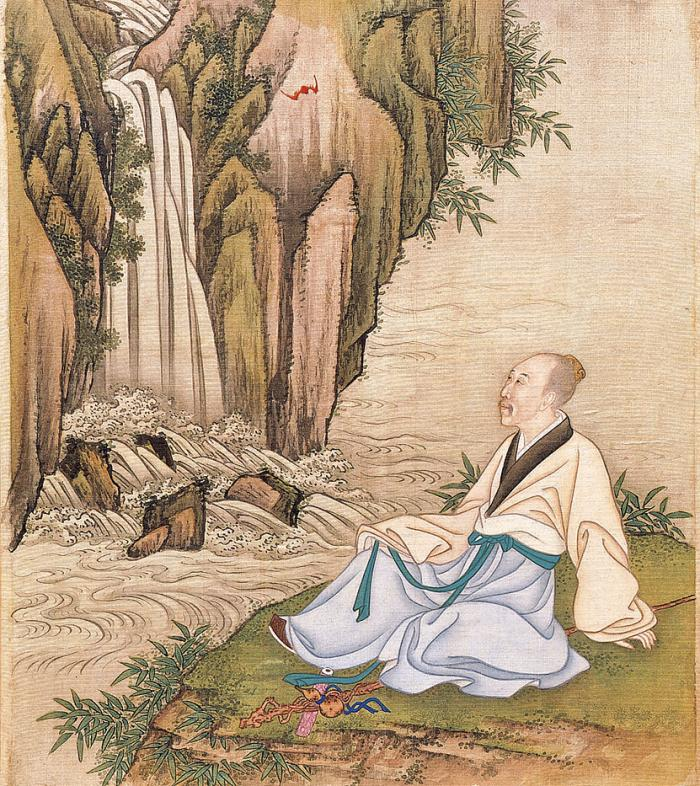
Jung-cseng (Yongzheng) császár. 1723–1735 között.
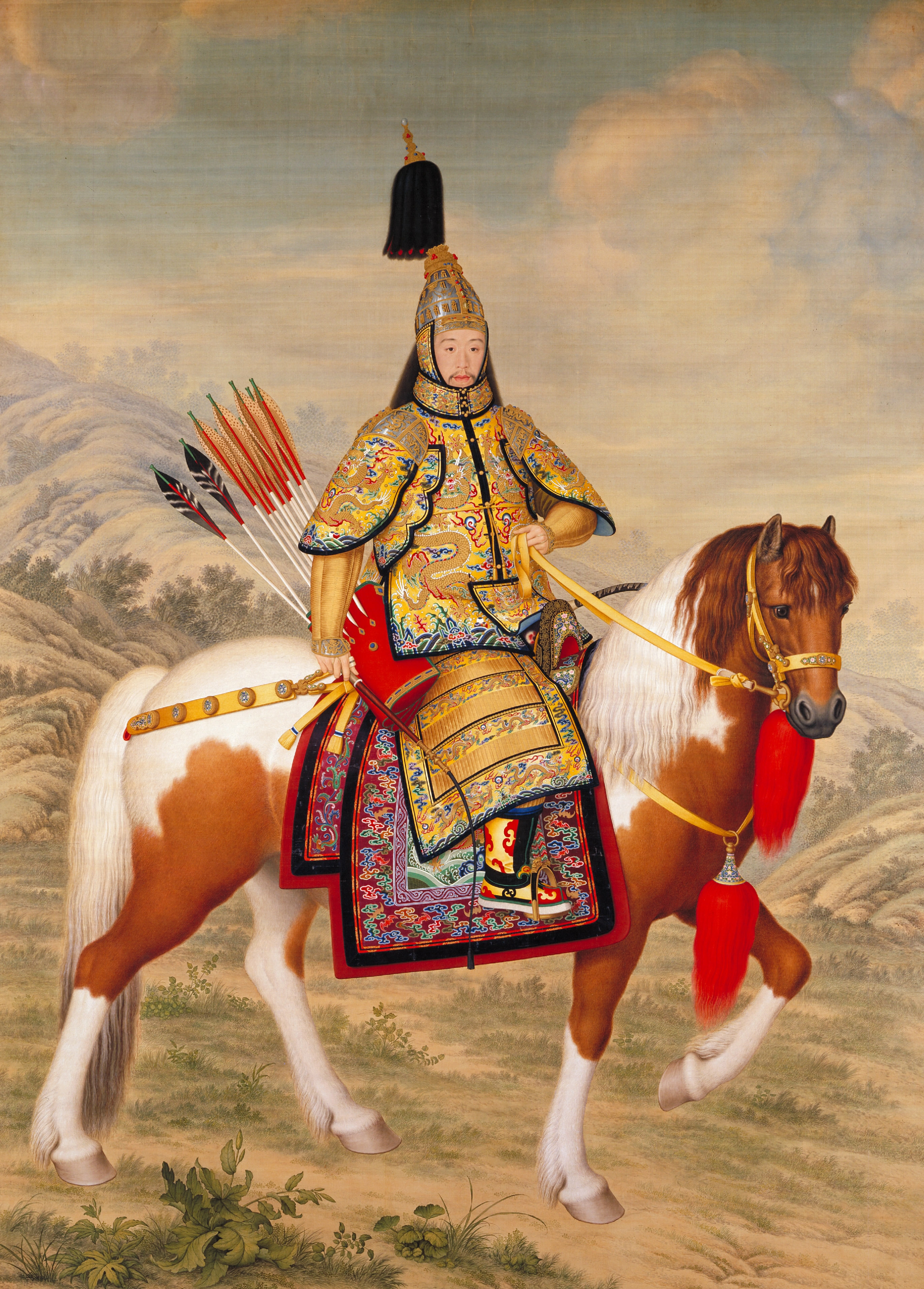
Csien-lung (Qianlong) császár. Giuseppe Castiglione festménye 1739–1758 közötti időből.

### Mechanikus órák
A mechanikus órákat először a 16. századi európai misszionáriusok vitték be Kínába. Matteo Ricci olasz misszionárius 1601-ben Ming Van-li (Wanli) császárnak (uralkodott: 1573–1620) ajándékozott két harangjátékot játszó órát, ami nagy feltűnést keltett az udvarban. A Csing (Qing)-dinasztia idején (1644–1911) Kang-hszi (Kangxi) császár (uralkodott: 1662-1722) mutatott nagy érdeklődést a tudományok iránt és gyűjtötte a nyugati szerkezeteket, köztük különösen az órákat. Ekkoriban minden Kínába érkező misszionárius hozott ilyen szerkezeteket ajándékba a császárnak vagy a magas rangú tisztségviselőknek. Ezek a tárgyak fontos szerepet játszottak a nyugati kultúra kínai terjesztésében. Később már a császári udvar kereskedelmi úton is vásárolt órákat holland és angol társaságoktól, sőt a császári udvar ízlése szerinti rendeléseket is feladtak.
A Palotamúzeum órái főleg angol, francia és svájci gyártmányúak, a 18. és 19. századi európai ipar különösen gazdag kidolgozású csúcstermékei.

## A Tiltott Város kulturális hatásai
A Kína egyik jelképévé vált pekingi császári palotaegyüttes az építészet terén a legközvetlenebb hatást a vietnámi Huếban az 1800-as években épült császári palotára gyakorolta. Az egyesült államokbeli Seattle városában egy nagy színházépület belső dekorációjánál vették át a Tiltott Város csarnokaiban használatos elemeket.
A palotaegyüttes számos filmhez is témaként vagy helyszínként szolgált: 
- The Forbidden City (Tiltott Város) (1918), amerikai film egy kínai császárról és egy amerikairól.
- The Last Emperor (Az utolsó császár) (1987), életrajzi film Pu Ji (Puyi) császárról, az első nagyfilm, amelyet a Tiltott Városban forgathattak.
- Marco Polo az NBC Universal és a RAI tv-sorozata az 1980-as évek elején, szintén helyszíni felvételekkel – bár Marco Polo idején a Tiltott Város még nem létezett.
- Számos filmben a világ legnagyobb területű filmstúdiója, a Hengdian World Studios élethű Tiltott Város-másolatát használják díszletként.[82][83]

A palotaegyüttes előadóhelyként, illetve sérülékenysége miatt inkább háttérként is szolgált nagy szabadtéri előadásokhoz. Giacomo Puccini operáját, a Turandotot, amely egy kínai hercegnőről szól, 1998-ban adták elő először a Tiltott Város falai előtt.
- 1988-ban Marty Friedman amerikai gitárost dal írására ihlette a Tiltott Város.[85]
- 2004-ben Jean-Michel Jarre francia zeneszerző 260 zenész kíséretével élő koncertet adott a Tiltott Város előtt, a kínai francia kulturális év keretében.[86]

## Fordítás
- Ez a szócikk részben vagy egészben  a   Forbidden City című angol Wikipédia-szócikk ezen változatának fordításán alapul.  Az eredeti cikk szerkesztőit annak laptörténete sorolja fel. Ez a jelzés csupán a megfogalmazás eredetét és a szerzői jogokat jelzi, nem szolgál a cikkben szereplő információk forrásmegjelöléseként.
- Ez a szócikk részben vagy egészben  a   History of the Forbidden City című angol Wikipédia-szócikk ezen változatának fordításán alapul.  Az eredeti cikk szerkesztőit annak laptörténete sorolja fel. Ez a jelzés csupán a megfogalmazás eredetét és a szerzői jogokat jelzi, nem szolgál a cikkben szereplő információk forrásmegjelöléseként.
- Ez a szócikk részben vagy egészben  az   Imperial City, Beijing című angol Wikipédia-szócikk ezen változatának fordításán alapul.  Az eredeti cikk szerkesztőit annak laptörténete sorolja fel. Ez a jelzés csupán a megfogalmazás eredetét és a szerzői jogokat jelzi, nem szolgál a cikkben szereplő információk forrásmegjelöléseként.
- Ez a szócikk részben vagy egészben  a   Collections of the Palace Museum című angol Wikipédia-szócikk ezen változatának fordításán alapul.  Az eredeti cikk szerkesztőit annak laptörténete sorolja fel. Ez a jelzés csupán a megfogalmazás eredetét és a szerzői jogokat jelzi, nem szolgál a cikkben szereplő információk forrásmegjelöléseként.